# Szekrényessy Gizella
Szekrényessy Gizella (székelyhídi) (Bécs, 1881. július 2. – Petrográd, 1920?) opera-énekesnő, Szekrényessy Anna opera-énekesnő másod-unokatestvére.
Atyja székelyhídi Szekrényessy Géza savanyúkuti birtokos, Ferenc József udvari mérnöke, anyja Hopfensitz Mária Terézia német származású asszony. Iskoláit Bécsben illetve Bécsújhelyen végezte, előbbi helyen a Zeneakadémia énektanszakát hallgatta. 
Elsősorban ausztriai és oroszországi operaszínpadokon szerepelt. Törzstagja és ünnepelt művésze volt a bécsi Burgtheaternek. Főként Wagner-énekesnőként tartja számon a szakirodalom. Alkalma nyílt a 19–20. század fordulóján Wagner majd összes operájában színre lépni. Kasszadarabja mégis A bolygó hollandi Sentája lett, melynek köszönhetően Bécs keresett és megbecsült művésze lett. 
Későbbi férje az orosz származású, szentpétervári Sergius Petrov dúsgazdag selyemgyáros lett, akinek köszönhetően éveken át sikerrel lépett fel az ottani opera színpadán több Wagner-darab címszerepét alakítva. Az 1917-es oroszországi forradalmak következtében hazatért Magyarországra, ahol kezdetben unokatestvére székelyhídi Szekrényessy Károly (1867–1938) földbirtokos, rt.-tulajdonos és Kőbánya első kórházának alapítójánál élt. Az 1919-es magyarországi bolsevik hatalomátvétel, a Tanácsköztársaság kikiáltása után férjével konstantinápolyi villájukba húzódnak vissza, majd 1920-ban visszatérve Petrográdra, őket Lenin bolsevikjai – teljes vagyonuk elkobzását követően – kivégezték.
A korai magyar operaműfaj e kiemelkedő tehetségének részletes pályafutását behatóbb kutatás feladata részletesen bemutatni.